# Crystallaria
Crystallaria is een geslacht van straalvinnige vissen uit de familie van de echte baarzen (Percidae).

## Soorten
- Crystallaria asprella Jordan, 1878
- Crystallaria cincotta Welsh & Wood, 2008